# 小川温泉 (栃木県)
小川温泉（おがわおんせん）は、栃木県那須郡那珂川町（旧国下野国）にある温泉。
小川温泉は、ともに日帰り温泉のまほろばの湯と小川温泉森林の湯（現在閉鎖中）がある。

## まほろばの湯
- 所在地：栃木県那須郡那珂川町小川1065（那珂川町小川出張所に隣接）
- 泉質 ナトリュウム-硫酸塩・塩化物温泉（芒硝泉）。
- 効能 動脈硬化症、慢性婦人病、痛風、糖尿病、慢性胆のう炎、肥満症、胆石症など
- 毎分200リットルの湧出量

## 小川温泉森林の湯
- 所在地：栃木県那須郡那珂川町薬利18
- 泉質 ナトリウム・カルシウム－塩化物泉
- 泉温 57.6℃

## 温泉街
それぞれ日帰り入浴施設が1軒ずつある。

## アクセス
- 鉄道 : 東北本線氏家駅矢板駅西那須野駅よりタクシーで約30分。氏家駅からは小川まで関東自動車バス連絡あり。
- 車 : 東北自動車道矢板インターチェンジより30分